# Lemuel Mathewson

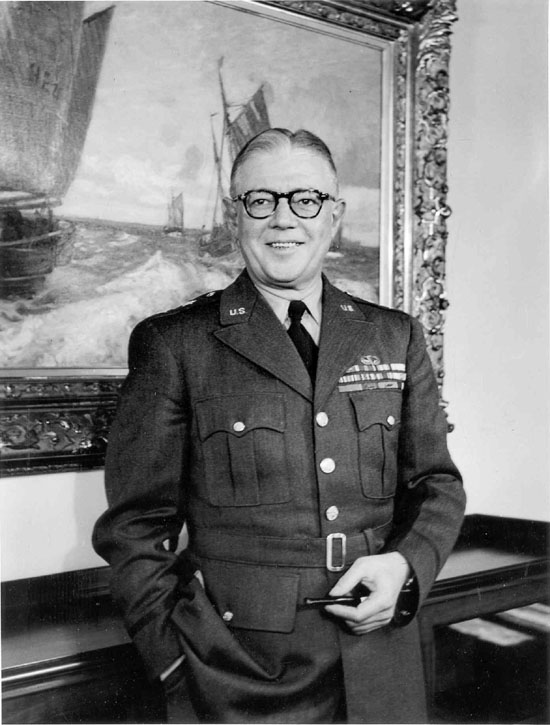
General Mathewson, circa 1951, Berlin

Lemuel Mathewson (* 29. März 1899 in Bath, New York; † 26. Februar 1970 in Washington, D.C.) war Generalleutnant der United States Army, Berater von Präsident Franklin D. Roosevelt, Koordinator des Interamerikanischen Verteidigungsausschusses, Kommandant des U.S. Berlin Command, Direktor des Führungsstabes der Stabschefs und Kommandant der Sechsten Armee der USA. Vom 1. Februar 1951 bis 2. Januar 1953 war er Kommandant des Amerikanischen Sektors von Berlin und somit einer der alliierten Stadtkommandanten.

## Erste Karriere
Nach dem Besuch der Bath’s Haverling High School 1917 ging er zur Militärakademie der Vereinigten Staaten, die er 1922 absolvierte, und wurde danach als Artillerieoffizier eingesetzt.
In den 1920er und 1930er Jahren diente Mathewson in den Vereinigten Staaten und im Ausland in einer Vielzahl von Aufgaben, er absolvierte ein Aufbaustudium in Madrid, war Sprachlehrer für Spanisch an der Militärakademie der Vereinigten Staaten, Dozent an der Fort Sill Field Artillery School und Offizier für Sonderprojekte in Lateinamerika.
Von 1938 bis 1939 besuchte Mathewson das Command and General Staff College.

## Zweiter Weltkrieg
Von 1943 bis 1944 diente Mathewson als Berater von Präsident Franklin D. Roosevelt, und begleitete ihn bei der Kairo-Konferenz und der Teheran-Konferenz. 1944 wurde Mathewson wird zum stellvertretenden Kommandeur der VII. Corps Artillerie ernannt.
Von 1944 bis 1945 war Mathewson dann mit dem Kommando der XVIII Airborne Corps Artillery beauftragt.

## Nach dem Zweiten Weltkrieg

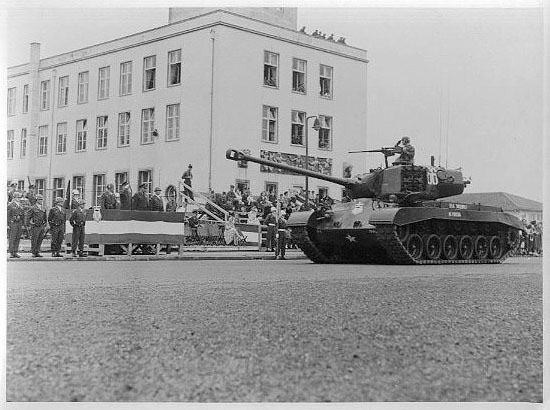
Parade vor Mathewson in West-Berlin 1951

Von 1945 bis 1948 war Mathewson Stabschef des karibischen Verteidigungskommandos (United States Southern Command) und 1948 bis 1949 Koordinator des Interamerikanischen Verteidigungsausschusses. Von 1949 bis 1951 war er Kommandeur der 11. Luftlandedivision Artillerie.
Von 1951 bis 1953 diente Mathewson als Kommandant des U.S. Berlin Command und war Stadtkommandant des Amerikanischen Sektors. Danach befehligte Mathewson von 1953 bis 1954 die US-Kommunikationszone in Orléans, Frankreich.

## Spätere Laufbahn
Mathewson war danach von 1954 bis 1955 Direktor des Führungsstabes der Stabschefs und anschließend von 1956 bis 1957 als Nachfolger von Charles E. Hart Kommandeur des V. US-Korps. Von 1957 bis 1958 diente Mathewson als Kommandeur der Sechsten US-Armee und ging anschließend in den Ruhestand. 1957 wurde er als militärischer Helfer von Königin Elisabeth II. während ihrer Tour durch die Vereinigten Staaten eingesetzt.

## Späteres Leben
Mathewson war von 1958 bis 1961 Vorsitzender des Interamerikanischen Verteidigungsausschusses. Nach seinem Rückzug aus dem IADB wohnte Mathewson in McLean, Virginia. Er starb 1970 im Walter Reed Army Hospital. General Mathewson wurde in Abschnitt III Standort A-24 des Friedhofs der U.S. Military Academy (West Point) begraben.

## Orden und Auszeichnungen
Zu den Auszeichnungen von General Mathewson gehörten die Distinguished Service Medal, Legion of Merit und die Bronze Star Medal.
- Distinguished Service Medal
- Legion of Merit
- Bronze Star